# ایوان مولر
ایوان مولر (انگلیسی: Ivan Möller؛ ۱۲ فوریه ۱۸۸۴ – ۳۱ ژوئیه ۱۹۷۲) ورزشکار دو و میدانی اهل سوئد بود.
وی در مسابقات کشوری و بین‌المللی در مجموع برندهٔ ۱ مدال نقره شده‌است.